# ألكساندر موروز
الكساندر موروز، (بالأوكرانية: Моро́з Олекса́ндр Олекса́ндрович) سياسي أوكراني من مواليد (29 فبراير، 1944) ورئيس البرلمان الأوكراني لفترتين